# ハッチィング

## 概要
株式会社ハッチィング（英: Hatching Co., Ltd.）は、日本の美容機器・化粧品メーカーであり、
エステサロン向けの美容機器、化粧品の開発・製造・販売を行う企業である。
2022年に海外進出し、2024年には千葉の白鳥製薬と資本提携し、健康・医療分野への事業拡大を進めている。

## 会社説明
| 項目         | 内容                                                           |
| ------------ | -------------------------------------------------------------- |
| 社名         | 株式会社ハッチィング（Hatching Co., Ltd.）                     |
| 設立         | 2020年7月                                                      |
| 本社所在地   | 〒810-0014 福岡市中央区平尾3丁目14-29                          |
| 代表取締役   | 渡邊ルミ                                                       |
| 事業内容     | 美容機器・化粧品の開発・製造・販売、健康・医療分野への事業拡大 |
| 海外拠点     | UAE（ドバイ）、スペイン（マドリード）、韓国、トルコなど        |
| 主要製品     | エアバリ（AirBari）、HB999シリーズ（スキンケア）               |
| 資本提携     | 2024年 白鳥製薬（健康・医療分野）                              |
| ウェブサイト | https://hatcing.com                                            |

## 沿革
| 年         | できごと                                                         |
| ---------- | ---------------------------------------------------------------- |
| 2020年     | 株式会社ハッチィング設立（前身は貿易会社）                       |
| 2020年7月  | エアバリ（AirBari）発表                                          |
| 2020年10月 | ビューティーワールド大阪に出展                                   |
| 2021年1月  | ビューティーワールド福岡に出展                                   |
| 2021年5月  | ビューティーワールド東京に出展                                   |
| 2021年6月  | エステティック教育事業 beICONIQ Asia 設立                        |
| 2021年9月  | 美バリサロン銀座店 設立（直営エステサロン事業開始）              |
| 2021年12月 | グループ会社 株式会社美バリ 設立                                 |
| 2022年4月  | 美バリ福岡筑紫店 設立                                            |
| 2022年6月  | ビューティーワールド大阪 出展                                    |
| 2022年8月  | 美バリ福岡天神店 設立                                            |
| 2022年10月 | スポルテック ヘルス＆ビューティーショー 出展                     |
| 2022年12月 | 美バリ東京代々木店 設立                                          |
| 2022年     | ドバイ市場へ進出、グローバル展開を本格化（世界30カ国以上に拡大） |
| 2023年5月  | 福岡営業所 設立                                                  |
| 2023年7月  | 自社事務所 設立、本部事務所移転                                  |
| 2023年10月 | 大阪化粧品工場 開設（製造力強化）                                |
| 2024年3月  | スペイン・マドリードにエアバリサロン提携                         |
| 2024年5月  | UAEドバイのコスメティック企業と提携                              |
| 2024年6月  | UAEシャルジャにエアバリ提携サロンオープン                        |
| 2024年7月  | 韓国クリニックと提携し、エアバリ導入開始                         |
| 2024年8月  | トルコ・イスタンブール市場へ進出                                 |
| 2024年10月 | ビューティーワールド東京にて新技術発表予定                       |
| 2024年12月 | 白鳥製薬と資本提携し、健康・医療分野へ事業拡大                   |

## 主要製品

### エアバリ（AirBari）
エアバリは、ニードルレスインジェクターとして開発された美容機器であり、
美容成分を肌へ浸透させる最新技術を搭載している。
施術が簡単で、ダウンタイムなしで即効性のある美容効果を提供できることが特徴。

#### 主な機能
- 美容成分を肌へ浸透させる
- リフトアップ・小顔効果
- 肌質改善（アトピー、ニキビ肌の方へも対応）
- 施術が簡単で研修数時間で導入可能
- 顔だけでなく全身への施術が可能

### HB999シリーズ
HB999シリーズは、エアバリと併用可能な高機能スキンケア製品であり、
99.9%の美容成分を含有し、水を一切使用しない処方が特徴。
発酵プラセンタや人幹細胞順化培養液、NMN、ビタミンC誘導体を高濃度に配合し、
エイジングケア・美白・肌のターンオーバー促進を目的としている。

## 事業展開

### 国内展開
- 美容機器・化粧品の開発・販売
- エステサロン向けフランチャイズ事業
- 美容関連の教育事業
- 大阪化粧品工場による生産力強化
- 医療・健康分野への進出（2024年～）

### 海外展開
- 2022年 ドバイ市場進出
- スペイン、トルコ、韓国など20カ国以上に販売拡大
- 海外クリニック・サロンとの提携強化

## 特許技術と研究開発
株式会社ハッチィングは、美容機器および化粧品に関する複数の特許を保有している。
2024年、白鳥製薬との資本提携を通じて、再生医療やヘルスケア領域の研究開発を加速している。